# Julien du Mans
Julien du Mans ou saint Julien (en latin Julianus), serait né au début du IIIe siècle et mort vers le début du IVe siècle, est considéré, selon la tradition, comme le premier saint Julien de l'histoire et le premier évêque du Mans. Il est fêté le 27 janvier par l'Église catholique, et le 13 juillet par l'Église orthodoxe.

## Hagiographie
Selon la légende tardive du IXe siècle, soutenue par deux évêques manceaux, il est premier évêque du Mans. Il vécut principalement au IIIe siècle et serait mort après avoir siégé durant un peu plus de quarante-sept ans. Romain, il aurait été consacré évêque à Rome aux alentours du milieu du IIIe siècle et envoyé en Gaule pour enseigner l'Évangile aux Aulerques Cénomans dont le territoire faisait partie de la Gaule lyonnaise (province romaine de Lugdunensis III). Leur capitale était la urbs Cenomannorum (aujourd’hui Le Mans), qui souffrait à l'époque d'un grave manque d'eau potable.
La tradition rapporte que Julien fit jaillir de l’eau de source en un lieu nommé Centonomius après avoir enfoncé sa crosse d’évêque dans le sol et prié. Peu après, il rendit la vue à un aveugle. Ces deux miracles entraînèrent les principaux notables à se convertir d’eux-mêmes au christianisme dont le gouverneur local, le Defensor civitatis, qui offrit l’une de ses maisons à l’édification de la première église de la ville (la future cathédrale). Julien la consacra à la Vierge Marie et à saint Pierre. Des chefs militaires et des Romains apportèrent également des biens et de l’argent.
L’évêque a ensuite converti de nombreux citoyens du peuple tout en s'occupant des pauvres, des infirmes et des orphelins. Il priait avec ferveur afin de redonner vie aux enfants morts précocement. Il aurait notamment réussi à redonner vie au fils d'un nommé Anastase. Fort de sa renommée de thaumaturge et de son dévouement apostolique, il établit une maison d’accueil pour les réprouvés, près d’une centaine d’églises dans la région et ordonna nombre de prêtres et de diacres.
Après avoir passé près de cinquante ans à la tête de l’Église de la région, il se serait retiré pour mener une vie plus érémitique, apparement à Saint-Marceau. Rendant son âme à Dieu fort âgé, la légende raconte qu'il fut remplacé comme évêque du Mans par son compagnon Thuribe.
La vérité est que nous ne savons que peu de choses de la vie de saint Julien étant donné que les premiers documents faisant cas de son existence nous viennent des Gestes du seigneur Julien, premier évêque de la ville ainsi que des Gesta Iuliani BHL 4545 et Gesta Iuliani BHL 4546 décrivant le saint comme un des soixante-dix apôtres du Christ et datant du IXe siècle. Un récit plus tardif, Vie de saint Julien du Mans de Létald de Micy BHL 4544 du XIe siècle, nous montre saint Julien comme un évangélisateur du IIIe siècle envoyé par le pape au même titre que les sept évêques envoyés en Gaule comme nous le raconte Grégoire de Tours dans son Histoire des Francs. Nous avons cependant dans le Testament de l’évêque Bertant de 616 une mention d’une « basilique Saint-Julien » ce qui peut laisser penser à l’existence du saint, bien que la mention demeure à interprétation. Le premier évêque historiquement attesté du diocèse du Mans étant Victeur (Ve siècle).

## Légendes et traditions
Les récits concernant Julien n'apparaissent que dans des textes tardifs, donc historiquement peu fiables selon les études de la Société des Bollandistes. En effet, les premiers récits de sa vie datent du IXe siècle avec les Actes des évêques du Mans et deux Vies de Julien.
Ces trois textes, rédigés à priori à la même époque, nous présente Julien comme un des soixante-dix « disciple des apôtres » au Ier siècle et envoyé par le pape Clément Ier en Gaule pour évangéliser la région du Mans.
Jacques de Voragine, dans La Légende dorée (XIIIe siècle), présente plusieurs Julien dont un qu’il confond avec Simon le Lépreux que Jésus guérit et avec lequel il partage un repas chez lui peu avant sa Passion. Une autre tradition le présente comme un Romain ayant connu l’apôtre Pierre à Rome puis étant parti évangéliser les Cénomans dans la plaine du Pô au nord de l'Italie actuelle.
Dans un récit plus tardif, la Vie de Saint Julien de Létald de Micy, il est représenté comme un des évangélisateurs de la Gaule au IIIe siècle au même titre que les sept évêques envoyés du Pape et présentés dans l’œuvre de Grégoire de Tours Histoire des Francs.
On retrouve donc des représentations différentes entre le IXe et le XIIIe siècle qui ne coïncident pas entre elles ni avec les repères historiques connus.

## Culte
Son culte se diffuse en Gaule dès le XIIe siècle. « Cependant, au sein du diocèse même du Mans, bien qu’initié par l’évêque Avesgaud (av. 1004-apr. 1028) et son chapitre, ce culte ne semble pas avoir connu un grand succès auprès des laïcs, ce que révèle l’usage très rare du nom de baptême, y compris jusqu’en 1246 ».
Saint Julien est le patron de l'Église catholique en Sarthe et la cathédrale du Mans lui est dédiée. Il est aussi le patron de la ville de Pollina en Italie, où il est célébré le deuxième dimanche de juillet ainsi que les vendredi et samedi précédents, et de la ville de Castrovillari, où il est célébré le 27 janvier et le dernier dimanche d'août. Il  est le patron de la cathédrale de Caltagirone en Sicile.
Dans le Martyrologe romain, sa fête est inscrite au 27 janvier pour toute l’Église catholique. Quant à l’Église orthodoxe, elle le fête le 13 juillet.
La fête de saint Julien du Mans a également été célébrée pendant longtemps en Angleterre, car le roi Henri II est né au Mans. Il était vénéré dans le sud de l'Angleterre dans au moins neuf monastères bénédictins. À Norwich, l'église Saint-Julien provient soit de son nom, soit de Julien l'Hospitalier.

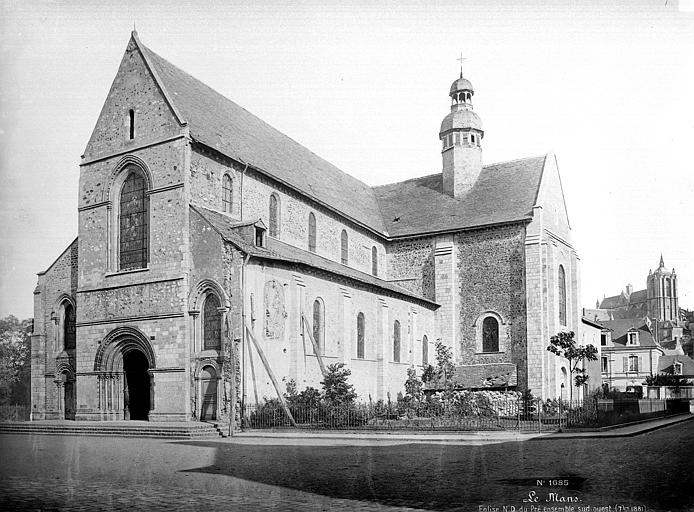
L'église Notre-Dame-du-Pré, ancienne abbatiale de l'abbaye Saint-Julien-du-Pré, photographie de Séraphin-Médéric Mieusement (1881).

Quand son corps fut déposé en terre plusieurs miracles eurent lieu et la jeune communauté chrétienne fit construire un petit sanctuaire appelé Basilica, le premier de la nécropole païenne. Par la suite, un ermitage fut établi par des moines pour accueillir les souffrants et les pèlerins avant de s’agrandir en l’abbaye bénédictine de Saint-Julien-du-Pré qui plus tard accueillit aussi des moniales. Aujourd'hui, il ne reste plus que l'église Notre-Dame-du-Pré.
Ses reliques y furent d'abord conservées puis transférées par l’évêque Aldric au IXe siècle dans la basilique romane édifiée par l’évêque Innocent alors sous le patronage des saints Gervais et Protais. En 1138, elles furent préservées d'un incendie qui menaça l'édifice entier, mais les huguenots les dispersèrent en partie en 1562. Son tombeau réside en la cathédrale  Saint-Julien du Mans.